# Stade Phoenix Hill
Le stade Phoenix Hill (en chinois: 凤凰山体育公园专业足球场) ou Chengdu Fenghuangshan Football Stadium, est un stade multisports située dans la ville de Chengdu dans la province du Sichuan en Chine. Il a une capacité de 56 695 places.
Le stade est utilisé par le club Chengdu Rongcheng.

## Histoire
La construction du stade commence en février 2019, il fait partie du Parc des sports Phoenix Hill qui comprend également une salle de 18 000 places utilisée par l'équipe de basketball Sichuan Blue Whales et pour des concerts. Le stade, terminé en 2021, est construit en prévision de la Coupe d'Asie des nations 2023 mais en raison de la pandémie de Covid-19 la compétition n'aura pas lieu en Chine.
Il accueille le 9 janvier 2022 la finale de la Coupe de Chine de football 2021. Deux matchs de l'équipe de Chine se déroulent en septembre 2023 dans le stade.